# Municipio de Fall Lake
El municipio de Fall Lake (en inglés: Fall Lake Township) es un municipio ubicado en el condado de Lake en el estado estadounidense de Minnesota. En el año 2010 tenía una población de 549 habitantes y una densidad poblacional de 0,36 personas por km².

## Geografía
El municipio de Fall Lake se encuentra ubicado en las coordenadas 47°59′22″N 91°25′2″O / 47.98944, -91.41722. Según la Oficina del Censo de los Estados Unidos, el municipio tiene una superficie total de 1521,19 km², de la cual 1198,16 km² corresponden a tierra firme y (21,23%) 323,02 km² es agua.

## Demografía
Según el censo de 2010, había 549 personas residiendo en el municipio de Fall Lake. La densidad de población era de 0,36 hab./km². De los 549 habitantes, el municipio de Fall Lake estaba compuesto por el 98,54 % blancos, el 0,18 % eran afroamericanos, el 0,18 % eran amerindios, el 0,18 % eran asiáticos, el 0 % eran isleños del Pacífico, el 0 % eran de otras razas y el 0.91% pertenecían a dos o más razas. Del total de la población el 0,36 % eran hispanos o latinos de cualquier raza.